# Fjodor Dostojevskij
Fjodor Mikhajlovitj Dostojevskij (russisk: Фёдор Миха́йлович Достое́вский, tr. Fjodor Mikhájlovitj Dostojévskij; født 11. november 1821 i Moskva, Det Russiske Kejserrige, død 9. februar 1881 i Sankt Petersborg, Det Russiske Kejserrige) var en russisk forfatter, bedst kendt for sine hovedværker Forbrydelse og straf, Idioten og Brødrene Karamazov.
Dostojevskij har bidraget væsentligt til verdenslitteraturen, og som inspiration for blandt andre Nietzsche og Sartre anses han som en af forgængerne for eksistentialismen. Dostojevskij er anerkendt for sine skildringer af den menneskelige psykologi.

## De unge år
Dostojevskij var forældrene Mikhail og Maria Dostojevskijs andet barn af syv. Dostojevskijs far var pensioneret militærkirurg og voldelig alkoholiker, ansat som læge ved Mariinskijhospitalet for fattige i Moskva. Hospitalet lå i et af byens værste områder, omgivet af kirkegårde for kriminelle, et psykiatrisk hospital og et børnehjem for forladte spædbørn. De omgivelser gjorde stort indtryk på den unge Dostojevskij, som senere beskrev de fattige og udstødtes skæbner og liv. Selv om hans forældre forbød det, tilbragte han megen tid i hospitalshaven sammen med patienter og lyttede til deres barske historier.
Der er mange historier om Dostojevskijs fars voldelige behandling af sine børn. Det er dog ifølge Joseph Frank, som har skrevet en biografi om Dostojevskij, ikke Dostojevskijs egen far, der optræder i Brødrene Karamazov. Alt tyder på, at Dostojevskij og hans far havde et nogenlunde kærligt forhold.
I 1837 døde hans mor af tuberkulose, og Dostojevskij og hans bror blev sendt til et militærakademi for ingeniører i Sankt Petersborg. Hans far døde i 1839 midt i en ophidset diskussion med sine livegne bønder. Der opstod mistanke om, at bønderne havde myrdet ham. Sagen blev nøje undersøgt af myndighederne, men det endte med, at bønderne blev pure frikendt. Myndighederne konkluderede, at faderens ophidselse var årsag til et dødeligt slagtilfælde. Alligevel lever historien stadig, at det var bønderne, der myrdede faderen.
Sandsynligvis var det naboer, der skabte mistanken om de livegnes bønders forbrydelse, idet en domfældelse af bønderne kunne skabe muligheder for, at nabogodsejerne kunne erhverve faderens ejendom billigt. Den norske forfatter Geir Kjetsaa har i sin biografi Fjordor Dostojevskij – et digterliv meget omhyggeligt redegjort for hele forløbet om faderens død, og for ham er der ingen tivl om, at bønderne var uskyldige.

## Eksil i Sibirien
Dostojevskij blev i 1849 dømt til døden for revolutionær aktivitet: et medlemskab af den intellektuelle gruppe, Petrasjevskijcirklen. Gruppens formål var at diskutere litteratur og vestlig filosofi, hvilket ifølge zar Nikolaj 1. af Rusland udgjorde en trussel imod enevældet og det Russiske Imperium. Dødsdommen blev ændret til fængsel. Dostojevskij afsonede fire år i arbejdslejr i Sibirien, fulgt af seks års tjeneste som soldat. Denne fængselsstraf præger hans forfatterskab, og Dødens hus er inspireret af hans tid i Sibirien.

## Hæder i Danmark
Der blev 3. november 2019 indviet et monument for Fjodor Mikhajlovitj Dostojevskij på Assistens Kirkegård i København. Dostojevskij besøgte Assistens Kirkegård i 1865 og opsøgte her filosoffen Søren Kierkegaards familiegravsted. Monumentet er rejst  i påskønnelse af teatertrilogien Et latterligt menneskes drøm, Den sagtmodige (Krotkaja) og En drengs historie med skuespilleren Viktor Melnikov, baseret på Dostojevskijs litterære værker. Monumentet er skabt  af Andrej Tartishnikov.